# Vufflens-la-Ville
Vufflens-la-Ville ist eine politische Gemeinde im Distrikt Gros-de-Vaud des Kantons Waadt in der Schweiz. Der frühere deutsche Name Wolflingen wird heute nicht mehr verwendet.

## Geographie
Vufflens-la-Ville liegt auf 478 m ü. M., 10 km nordwestlich der Kantonshauptstadt Lausanne (Luftlinie). Das Haufendorf erstreckt sich am Rand des Hochplateaus des südlichen Gros de Vaud, über dem Tal der Venoge, im Waadtländer Mittelland.
Die Fläche des 5,3 km² grossen Gemeindegebiets umfasst einen Abschnitt des leicht gewellten Hochplateaus des Gros de Vaud, der Kornkammer des Kantons Waadt. Der östliche Teil des Gemeindebodens wird von diesem Plateau eingenommen, das am Hang unterhalb von Sullens mit 498 m ü. M. den höchsten Punkt von Vufflens-la-Ville erreicht. Im Süden reicht das Gebiet über die Höhe des Vimont (488 m ü. M.) bis zum Taleinschnitt des Baches Vaube. Im Westen umfasst Vufflens-la-Ville die breite Talniederung am Unterlauf der Venoge, wobei die Grenze meist nicht entlang des Flusses, sondern am westlichen Talrand verläuft. Von der Gemeindefläche entfielen 1997 13 % auf Siedlungen, 22 % auf Wald und Gehölze, 64 % auf Landwirtschaft und etwas mehr als 1 % war unproduktives Land.
Zu Vufflens-la-Ville gehören die Weiler Marteley (478 m ü. M.) nordöstlich des Dorfes, La Pale (406 m ü. M.) an der Venoge, ausgedehnte Neubausiedlungen am östlichen Talhang der Venoge unterhalb des Dorfes sowie ein Gewerbegebiet im Venogetal. Die Nachbargemeinden von Vufflens-la-Ville sind im Norden Penthaz, im Nordosten Sullens, im Osten Mex, im Südosten Villars-Sainte-Croix, im Süden Bussigny, im Südwesten Aclens und im Nordwesten Gollion.

## Bevölkerung
Mit 1335 Einwohnern (Stand 31. Dezember 2023) gehört Vufflens-la-Ville zu den mittelgrossen Gemeinden des Kantons Waadt. Von den Bewohnern sind 90,1 % französischsprachig, 5,2 % deutschsprachig und 1,7 % italienischsprachig (Stand 2000). Die Bevölkerungszahl von Vufflens-la-Ville belief sich 1900 auf 324 Einwohner. Seit 1960 (342 Einwohner) wurde eine rasante Bevölkerungszunahme mit einer Verdreifachung der Einwohnerzahl innerhalb von 40 Jahren beobachtet.
| Bevölkerungsentwicklung | Bevölkerungsentwicklung | Bevölkerungsentwicklung | Bevölkerungsentwicklung | Bevölkerungsentwicklung | Bevölkerungsentwicklung | Bevölkerungsentwicklung | Bevölkerungsentwicklung | Bevölkerungsentwicklung |
| ----------------------- | ----------------------- | ----------------------- | ----------------------- | ----------------------- | ----------------------- | ----------------------- | ----------------------- | ----------------------- |
| Jahr                    | 1980                    | 1992                    | 1997                    | 2000                    | 2003                    | 2006                    | 2009                    | 2011                    |
| Einwohner               | 747                     | 1015                    | 1025                    | 996                     | 1032                    | 1070                    | 1127                    | 1164                    |

## Wirtschaft
Vufflens-la-Ville war bis in die zweite Hälfte des 20. Jahrhunderts ein vorwiegend durch die Landwirtschaft geprägtes Dorf. Bis in die 1950er Jahre gab es noch ein kleineres Weinbaugebiet. Heute haben der Ackerbau und der Obstbau nur noch eine untergeordnete Bedeutung in der Erwerbsstruktur der Bevölkerung.
Seit den 1960er Jahren wurde im Tal der Venoge eine Gewerbe- und Industriezone geschaffen. Hier liessen sich Unternehmen der elektronischen Industrie und des Baugewerbes nieder sowie ein Betrieb, der Wärmepumpen herstellt. In den letzten Jahrzehnten hat sich das Dorf dank seiner attraktiven Lage zu einer Wohngemeinde entwickelt. Viele Erwerbstätige sind deshalb Wegpendler, die hauptsächlich im Grossraum Lausanne arbeiten.

## Verkehr
Die Gemeinde liegt zwar abseits der grösseren Durchgangsstrassen, ist aber verkehrstechnisch trotzdem gut erschlossen. Die Autobahnanschlüsse Cossonay und Lausanne-Crissier an der A1 (Lausanne-Yverdon) sind jeweils rund 5 km vom Ortskern entfernt. Am 7. Mai 1855 wurde der Abschnitt Yverdon–Bussigny-près-Lausanne der Bahnlinie Lausanne–Biel/Bienne mit dem Bahnhof Vufflens-la-Ville im Venogetal in Betrieb genommen.

## Geschichte

Luftbild (1964)

Aus der Römerzeit, als die Strasse von Lausanne nach Orbe durch das Gemeindegebiet führte, sind kaum Reste entdeckt worden. Die erste urkundliche Erwähnung des Ortes erfolgte 1002 unter dem Namen Vuolflinges. Später erschienen die Bezeichnungen Villare Wolferii (1094), Volflens (1109), Vulflens (1154), Wofflens li vila (1228), Wolflens la vila (1233) und Voufflens la ville (1454). Der Ortsname geht auf den burgundischen Personennamen Wulfilo zurück und bedeutet bei den Leuten des Wulfilo.
Seit dem 11. Jahrhundert hatte die Abtei Romainmôtier reichen Grundbesitz in Vufflens-la-Ville. Im 14. Jahrhundert kam das Dorf an die Herrschaft Cossonay. Mit der Eroberung der Waadt durch Bern im Jahr 1536 kam Vufflens-la-Ville unter die Verwaltung der Vogtei Lausanne. Nach dem Zusammenbruch des Ancien Régime gehörte das Dorf von 1798 bis 1803 während der Helvetik zum Kanton Léman, der anschliessend mit der Inkraftsetzung der Mediationsverfassung im Kanton Waadt aufging. 1798 wurde es dem Bezirk Cossonay zugeteilt.

## Sehenswürdigkeiten
Die reformierte Kirche Saint-Etienne geht in ihrem Kern auf einen romanischen Bau aus dem 11. Jahrhundert zurück. Im 15. Jahrhundert wurde die Kirche umgestaltet und 1777 wurde ihre Ausrichtung um 180° geändert. An der Stelle des früheren Chors (im Osten) befindet sich heute das Portal und das Schiff, der neue Chor liegt im Westen; ferner wurde ein Kirchturm hinzugefügt. Im alten Ortskern sind einige Bauernhäuser aus dem 18. und 19. Jahrhundert erhalten.